# Elbe (Washington)
Elbe és una concentració de població designada pel cens dels Estats Units a l'estat de Washington. Segons el cens del 2000 tenia 21 habitants.

## Demografia
Segons el cens del 2000, Elbe tenia 21 habitants, 10 habitatges, i 7 famílies. La densitat de població era de 270,3 habitants per km².
Dels 10 habitatges en un 30% hi vivien nens de menys de 18 anys, en un 40% hi vivien parelles casades, en un 40% dones solteres, i en un 30% no eren unitats familiars. En el 30% dels habitatges hi vivien persones soles el 30% de les quals corresponia a persones de 65 anys o més que vivien soles. El nombre mitjà de persones vivint en cada habitatge era de 2,1 i el nombre mitjà de persones que vivien en cada família era de 2,57.
Per edats la població es repartia de la següent manera: un 28,6% tenia menys de 18 anys, un 0% entre 18 i 24, un 23,8% entre 25 i 44, un 9,5% de 45 a 60 i un 38,1% 65 anys o més.
L'edat mediana era de 45 anys. Per cada 100 dones de 18 o més anys hi havia 200 homes.
La renda mediana per habitatge era de 13.750 $ i la renda mediana per família de 0 $. Els homes tenien una renda mediana de 0 $ mentre que les dones 0 $. La renda per capita de la població era de 13.863 $. Cap de les famílies estaven per davall del llindar de pobresa.

## Poblacions més properes
El següent diagrama mostra les poblacions més properes.